# San Giorgio (Tiziano)
San Giorgio è un dipinto a olio su tavola (124x65 cm) di Tiziano, databile al primo decennio del XVI secolo. Si tratta dell'unico frammento superstite di una pala d'altare perduta. 
Appartenuta fino al 1977 all'imprenditore e collezionista Vittorio Cini, oggi è conservata in collezione privata.  

## Storia e descrizione
Il Sanudo ricorda come la Serenissima aveva commissionato a Tiziano una pala con San Michele tra i santi Teodoro e Giorgio da donare a Odet de Foix, visconte di Lautrec, maresciallo di Francia e governatore di Milano. Nel 1517 l'opera era esposta a palazzo Ducale e non raggiunse mai il destinatario, probabilmente per le proteste della pubblica opinione. 
Il frammento col San Giorgio è noto da quando si trovava nelle collezioni di sir Andley Need, poi passò in quella Agnews a Londra con attribuzione a Giorgione (1854). Anni dopo Borenius, Fiocco e Gronau parlarono di Palma il Vecchio, confutati da Spahn (1932). Su Giorgione tornarono Lionello Venturi e Maurizio Calvesi, mentre l'attribuzione a Tiziano fu tirata in ballo da Roberto Longhi, seguito da Tietza, Morassi e Pallucchini. Un'errata ipotesi del Tietze faceva datare l'opera al 1517-1522 circa, ma Valcanover riferì invece il frammento alla pala per Odet de Foix, grazie anche a un restauro che ripulì il volto del santo, originariamente rivolto a sinistra anziché in basso, verso il drago: tale manomissione era stata effettuata proprio per giustificare il nuovo formato. Erano stati inoltre ritoccati il corpo del drago e parte dell'ala.
L'opera spicca per i diversi effetti ricreati con apparente facilità, dalla pesante stoffa del vessillo appoggiato alla spalla del santo alla brillantezza dell'armatura, fino alle spire squamose del mostro. Il paesaggio al tramonto ricorda echi giorgioneschi; il basso orizzonte ha come effetto il torreggiare monumentale del santo. 

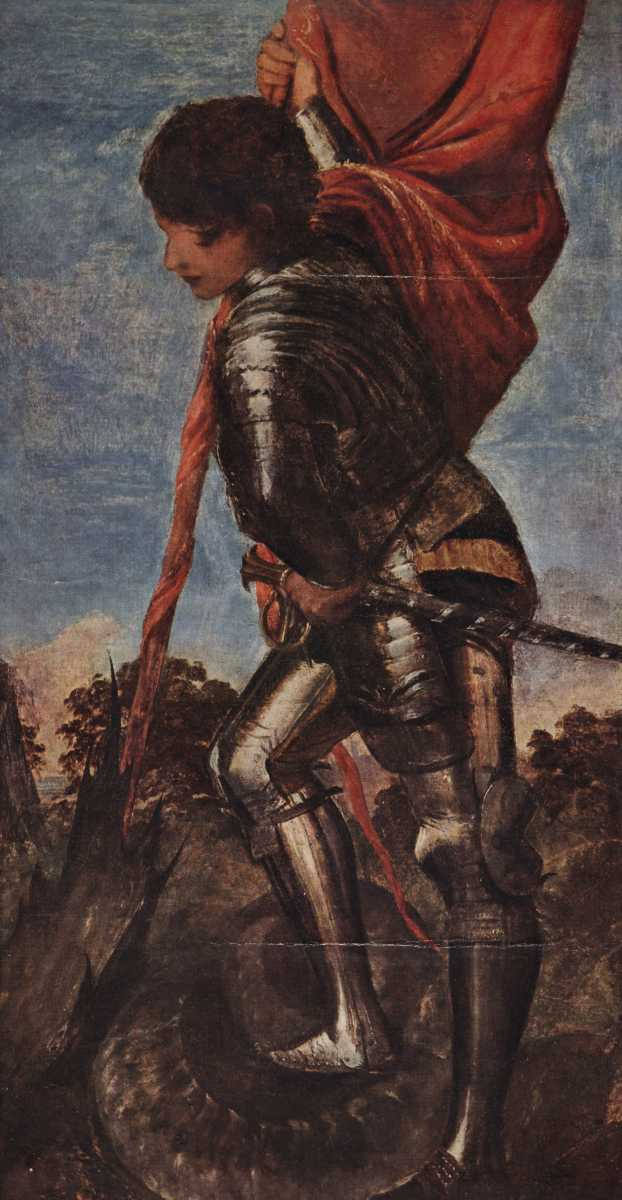
Prima della pulitura
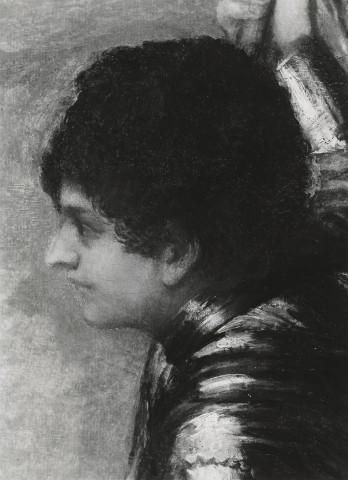
Dettaglio